# Pierre-François Colomb-de-Gast
Pierre-François Colomb-de-Gast est un homme politique français né le 21 mai 1754 à Saint-Étienne (Loire) et décédé le 21 septembre 1831 à Marlhes (Loire).
Propriétaire, il est député de Rhône-et-Loire de 1791 à 1792, siégeant dans la majorité. Il est ensuite administrateur du département et juge de paix du canton de Saint-Chamond.

## Sources
- « Pierre-François Colomb-de-Gast », dans Adolphe Robert et Gaston Cougny, Dictionnaire des parlementaires français, Edgar Bourloton, 1889-1891 [détail de l’édition]